# Katona Tamás (közgazdász)
Katona Tamás (Budapest, 1948. november 18. –) magyar statisztikus, demográfus, a Pénzügyminisztérium volt államtitkára, a Központi Statisztikai Hivatal elnöke 1995 és 1998 között.

## Életútja
1967-1972 között a Leningrádi Tudományegyetemen végezte a matematikus szakot, majd 1978-ban a Marx Károly Közgazdaságtudományi Egyetemen egyetemi doktori címet szerzett statisztika tárgykörből. 1984-től a demográfiai tudomány kandidátusa, 1988-tól a közgazdaság-tudomány habilitált doktora. 1976-tól folyamatosan mellékállású oktató. 1996 óta a Szegedi Tudományegyetem tanszékvezető egyetemi tanára.
1972-ben került a KSH-hoz, ahol 1981-ben főosztályvezető lett. 1990-től dolgozott a BM Adatfeldolgozó Hivatalban, ahol hivatalvezető-helyettes volt. 1995-től a KSH elnöke lett, Horn Gyula tanácsadójaként és kormánybiztosaként tevékenykedett. 1998-ban az Orbán-kormány menesztette.
A Medgyessy-kormányban 2004. február 15-étől vezette a miniszterelnöki kabinetet, 2004. október 4. és 2005. június 15. között a pénzügyi tárca politikai államtitkára, majd 2006. július 3-áig közigazgatási államtitkára volt. 2006-2009 között a Magyar Államkincstár elnöke. 2009. április 21-től a 2010-es kormányváltásig a Pénzügyminisztérium államtitkára. A 2010-es országgyűlési választásokon a XII. kerületben egyéni körzetében indult az MSZP színeiben Pokorni Zoltán kihívójaként, de nem nyert mandátumot.
2014. szeptember 17-től az MSZP pártigazgatója.

## Művei
- Statisztikai ismerettár. Fogalmak, képletek, módszerek EXCEL és SPSS alkalmazásokkal; szerk. Katona Tamás, Lengyel Imre; JATEPress, Szeged, 1999
- Gyémánt Richárd–Katona Tamás–Szondi Ildikó: Demográfia; Pólay Elemér Alapítvány, Szeged, 2005 (A Pólay Elemér Alapítvány tansegédletei)
- Katona Tamás–Kovács Péter–Petres Tibor: Általános statisztika; 4. átdolg., bőv. kiad.; Pólay Elemér Alapítvány–JATEPress, Szeged, 2007 (A Pólay Elemér Alapítvány tansegédletei)
- Challenges for analysis of the economy, the businesses and social progress. International scientific conference Szeged, November 19-21, 2009. Abstract book; szerk. Kovács Péter, Szép Katalin, Katona Tamás; University Press, Szeged, 2009
- Gyémánt Richárd–Katona Tamás: Demográfia; 7. átdolg. kiad.; Pólay Elemér Alapítvány–Iurisperitus Bt., Szeged, 2015 (A Pólay Elemér Alapítvány tansegédletei)
- Vavró István, a tudós és pedagógus. Ünnepi kötet Dr. Vavró István professzor 80. születésnapjára; szerk. Katona Tamás, Kovacsicsné Nagy Katalin, Laczka Éva Zita; Magyar Statisztikai Társaság–Széchenyi István Egyetem Deák Ferenc Állam- és Jogtudományi Kar, Bp.–Győr, 2016